# Поречието на река Девинска
Поречието на река Девинска е защитена местност, разположена по поречието на Девинска река в общините Девин и Борино.
Създадена е на 8 юли 2002 г. с площ от 50,2 хектара. През 2007 г. площта на защитения обект е увеличен до настоящата – 136,73 хектара.
Създадена е с цел опазване на защитени и ендемични растителни видове, като родопски силивряк (Haberlea rhodopensis), родопски скален копър (Seseli rhodopeum), снежно кокиче {Galanthus nivalis), костова тлъстига (Sedum kostovi), вълнеста камбанка (Campanula lanata), родопска горска майка (Lathrea rhodopea), румелийска жълтуга (Genista rumelica). Опазване на защитени и ендемични животински видове, като видра, дива коза, кафява мечка, бръмбар рогач. Опазване на природни местообитания от типа заливни гори с участието на Alnus glutinosa и Fraxinus excelsior.
По течението на реката е изградена екопътека Струилица – Калето – Лъката.
|                                                                    |  |  |
| Поречието на река Девинска, екопътека Струилица – Калето – Лъката. |  |  |